# 塔伦
塔伦（Talen），是印度中央邦Rajgarh县的一个城镇。总人口9098（2001年）。

## 人口
该地2001年总人口9098人，其中男性4730人，女性4368人；0—6岁人口1776人，其中男931人，女845人；识字率48.85%，其中男性为61.25%，女性为35.42%。